# Vị trí án ngữ

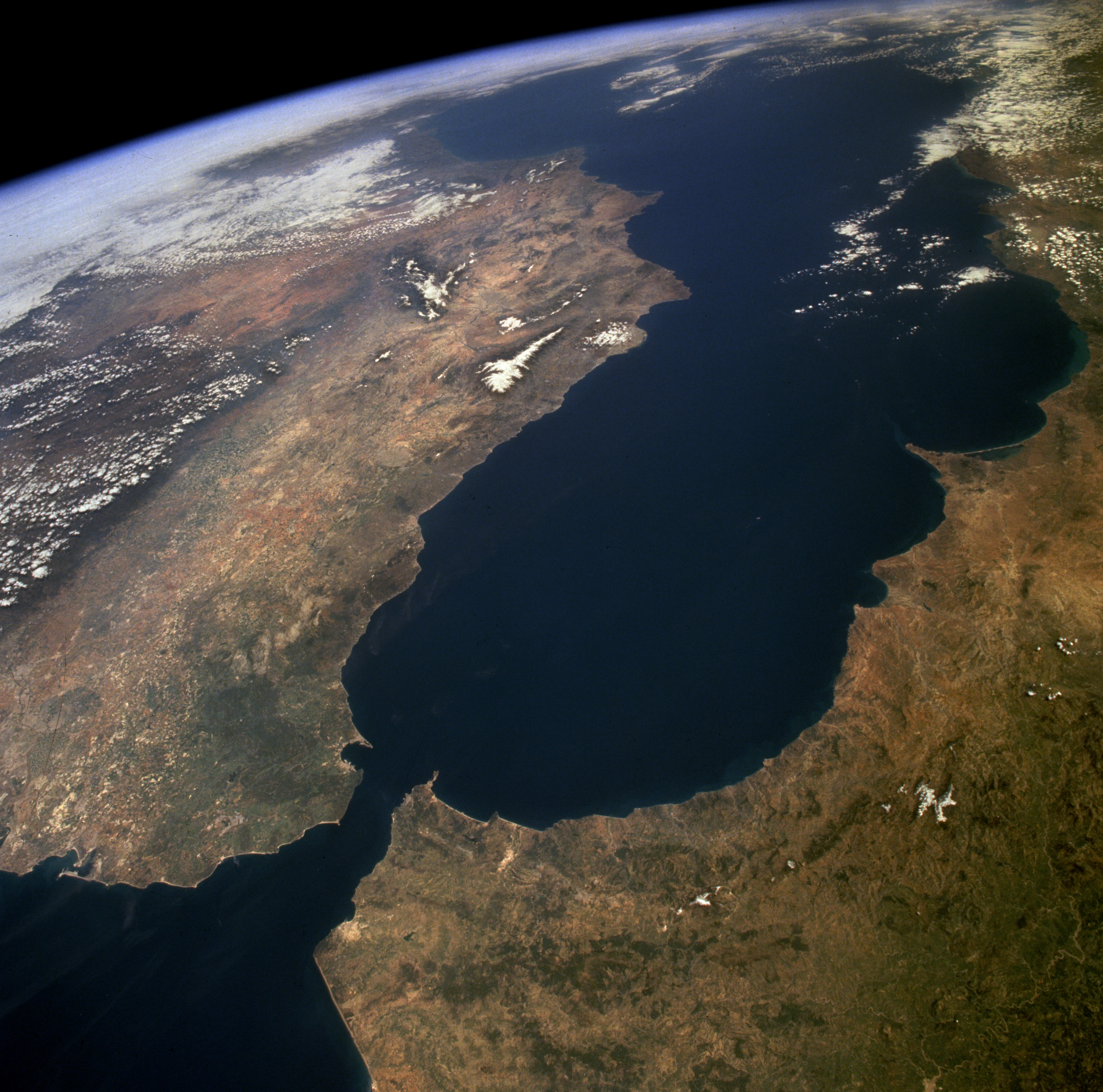
Eo biển Gibraltar là một vị trí án ngữ hải quân quan trọng, vì chỉ có một vài con tàu có thể chặn lối vào toàn bộ Biển Địa Trung Hải.

Vị trí án ngữ (Anh ngữ: Choke point hay Chokepoint, nghĩa là Điểm nghẹt thở) là một vị trí địa lý trên mặt đất như thung lũng, cầu hoặc trên biển như eo biển, một lực lượng vũ trang phải vượt qua, do vị trí quá hẹp nên sức mạnh của lực lượng đó giảm đáng kể. Một điểm nghẹt thở cho phép một lực lượng bảo vệ ít hơn về số lượng có khả năng ngăn chặn một đoàn quân đối phương đông đảo.

## Trường hợp lịch sử
Một số ví dụ lịch sử về việc sử dụng các điểm nghẹt thở là:
- Sự bảo vệ của Vua Leonidas I ở đèo Thermopylae trong việc chặn quân xâm lược Ba Tư do Xerxes I dẫn đầu.
- Trận đánh cầu Stamford, Harold Godwinson đánh bại Harald Hardrada.
- Chiến thắng của William Wallace trong trận cầu Stirling (William Wallace có khoảng 2.300 binh sĩ chống lại quân đội Anh khoảng 9.000 đến 12.000 người và cây cầu bị sụp đổ trong trận chiến).
- Trận Agincourt, trong đó Henry V của Anh đã đánh bại Pháp một cách dứt khoát khi họ bị buộc phải tấn công quân đội nhỏ hơn của mình thông qua một khoảng cách hẹp trong rừng Agincourt.

## Vị trí án ngữ nổi bật
Các điểm nổi bật hải quân được xác định bởi Fisher:
- Eo biển Hormuz giữa Oman và Iran tại lối vào Vịnh Ba Tư.
- Đoạn Bab-el-Mandeb từ Biển Ả Rập đến Biển Đỏ (Yemen và Socotra).
- Eo biển Malacca giữa Malaysia và Indonesia.
- Kênh đào Panama và đường ống Panama kết nối Thái Bình Dương và Đại Tây Dương.
- Kênh đào Suez và đường ống dẫn tổng hợp nối Biển Đỏ và Biển Địa Trung Hải (Ai Cập).
- Eo biển Gibraltar dọc theo Đại Tây Dương vào Biển Địa Trung Hải, (Tây Ban Nha, Gibraltar và Ma-rốc).
- Eo biển Dover hoặc Eo biển Anh tách Đại Tây Dương và Biển Bắc, (Anh và Pháp).
- Eo biển Magellan ở Cape Horn (Chile).
- Vị trí Mũi Hảo Vọng (Nam Phi).
- Eo biển Bering (Hoa Kỳ và Nga).
- Eo biển Bosporus nối Biển Đen (và dầu từ vùng Biển Caspi) đến Biển Địa Trung Hải (Thổ Nhĩ Kỳ).
- Eo biển Dardanelles nối Biển Marmara với Biển Aegean (Thổ Nhĩ Kỳ).
- Eo biển Tartary dọc theo Biển Nhật Bản và Biển Okhotsk (Nga).